# Рамон Санчес Пісхуан (стадіон)
«Рамон Санчес Пісхуан» (ісп. «Estadio Ramón Sánchez-Pizjuán») — футбольний стадіон у Севільї, Іспанія. Побудований 1957 року, розрахований на 45 500 глядачів. Домашня арена ФК «Севілья». Має прізвисько «Бомбонера».